# Acalypha radinostachya
Acalypha radinostachya là một loài thực vật có hoa trong họ Đại kích. Loài này được Donn.Sm. mô tả khoa học đầu tiên năm 1912.